# Tettigonia chinensis
Tettigonia chinensis är en insektsart som beskrevs av Willemse, C. 1933. Tettigonia chinensis ingår i släktet Tettigonia och familjen vårtbitare. Inga underarter finns listade i Catalogue of Life.